# Wirtschaftsbetriebe der Stadt Norden
Die Wirtschaftsbetriebe der Stadt Norden GmbH ist ein kommunales Dienstleistungsunternehmen, das vollständig von der Stadt Norden getragen wird. Zu seinen Leistungen gehört die Versorgung mit Strom, Erdgas, Fernwärme und Trinkwasser. Die Wirtschaftsbetriebe betreiben zudem die Bäder der Stadt Norden und sind verantwortlich für den Tourismus. Alleiniger Gesellschafter der GmbH ist die Stadt Norden.

## Geschichte
Die Stadtwerke wurden ursprünglich von der Stadtverwaltung geführt. Der Dienstsitz war im Rathaus. Im Jahr 1966 erwarb die Stadt das ehemalige Städtische Krankenhaus als Dienstsitz für den Eigenbetrieb. Am 19. Dezember 1972 wurde die Kurbetriebs GmbH gegründet als Nachfolger des vorherigen Zweckverbandes. Am 15. Mai 1973 wurde der bestehende Eigenbetrieb Versorgung umgewandelt in die Stadtwerke Norden GmbH. Gleichzeitig wurden die Wirtschaftsbetriebe der Stadt Norden GmbH gegründet, auf die die Anteile der beiden GmbHs übertragen wurde und als Holding fungierte. Die Gesellschaft wuchs
1976 durch die Erweiterung des Konzessionsgebietes für Wasser in Hage und 1983 durch eine Erweiterung des Konzessionsgebietes für Strom. Im Jahre 1984 erfolgte der Umbau und die Erweiterung des Verwaltungsgebäudes auf der Feldstraße.
Im Jahr 2004 erfolgte eine Reorganisation. Die beiden Gesellschaften Kurbetriebs GmbH und Wirtschaftsbetriebe der Stadt Norden GmbH wurden auf die Stadtwerke Norden GmbH fusioniert. Die Stadtwerke Norden GmbH firmierte um und erhielt den neuen Namen
Wirtschaftsbetriebe der Stadt Norden GmbH. Die Stadtwerke Norden treten weiterhin als Dienstleistungsmarke mit eigener Website auf.

### Gasversorgung
Im Jahr 1967 begann die Gasversorgung in Norden mit einem eigenen Gaswerk.

### Stromversorgung

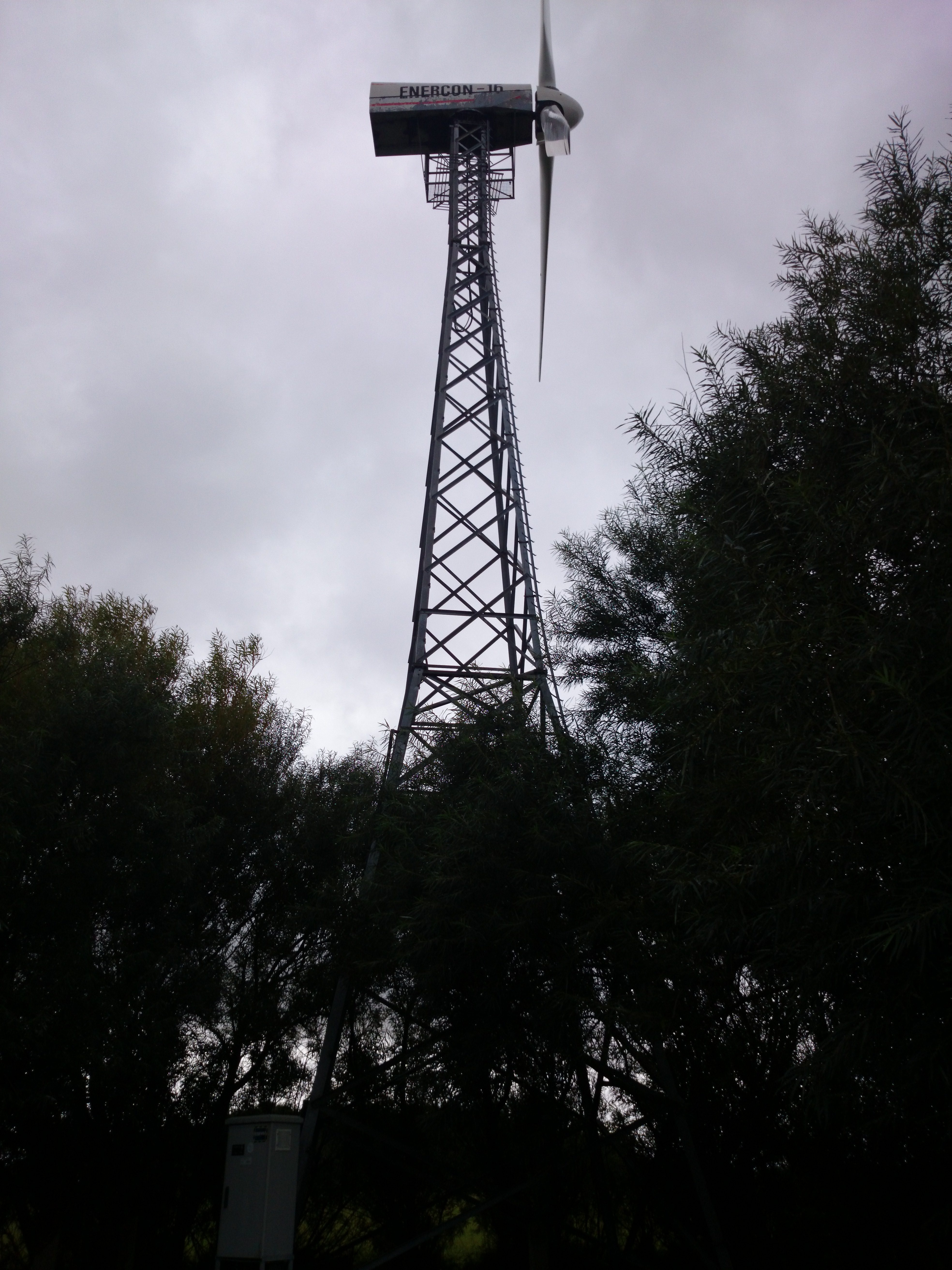
Enercon E-16 in Norden

Am 10. März 1914 erfolgte die Elektrifizierung. In einem Vertrag zwischen der Stadt Norden mit der Überlandzentrale Wiesmoor sicherte sich die Stadt Norden die Versorgung mit Elektrizität. Am 5. Juni 1914 erging ein entsprechender Auftrag an die AEG Berlin zum Bau eines Verteilernetzes in Norden. Zum 1. Oktober 1915 wurden durch die Stadt auch die Übergabestationen im Stadtgebiet und die Umspannwerke zum Anschluss an das Avacon Netz übernommen. Am 1. Oktober 1943 erfolgte durch Übertragung der Verträge die Versorgung über die EWE (ehemals Energieversorgung Weser-Ems).
Das Stromnetz wurde kontinuierlich ausgebaut. Im Jahr 1983 übernahmen die Stadtwerke die Konzession und das Stromnetz in der Ostermarsch (Norden) für 2,1 Millionen DM. Am 2. Dezember 1987 wurde der erste unter dem Namen Nörder Windloopers bekannte Windpark am Fledderweg eröffnet. Gebaut wurden fünf Windkraftanlagen zu je 55 kW für rund 1,1 Millionen DM. Der Windpark wurde Anfang 2019 nach 31 Jahren abgebaut.

### Wasserversorgung
Am 30. Juni 1938 erfolgte der erste Spatenstich zum Bau eines Wasserwerks in Hage mit geplanten Kosten von 600.000 RM. Am 2. August 1939 erfolgte die planmäßige Inbetriebnahme. Im Jahr 1969 musste das Wasserwerk in Hage erweitert werden, im Jahr 1975 erfolgte ein Neubau des Wasserwerks am alten Standort. Dieser war Basis für die Übernahme der Wasserversorgung in Hage. Am 29. April 1976 erfolgte die feierliche Eröffnung des neuen Wasserwerks, am 10. Mai 1976 wurde der erste Konzessionsvertrag zwischen den Stadtwerken und der Samtgemeinde Hage zur Wasserversorgung geschlossen.

### Tourismus
1813 bot R. W. Seeberg am Norddeich kalte und warme Getränke an. 1905 gründete eine Gruppe von Bürgern den Kurverein Norden-Norddeich e.V. 1962 erfolgte die Umwandlung in einen Zweckverband, da die beiden Gemeinden die Aufgaben des Vereins übernahmen. 1967 wurde die erste Strandhalle auf dem Deich durch den Zweckverband gebaut. Es erfolgte die Verpachtung an Paula Noormann. 1972 wurde aus dem Zweckverband die Kurbetriebs GmbH. Hermann Poppen wurde erster Geschäftsführer und Kurdirektor. Der Sitz der Gesellschaft war zunächst im alten Rathaus Lintelermarsch (Ecke Norddeicher Straße/Hattermannsweg).
Nachdem Norddeich im Jahr 1974 als Küstenbadeort ausgezeichnet wurde, begann im Jahr 1975 der Bau des Haus des Gastes; die Fertigstellung erfolgte 1976. Das Haus wurde zunächst in Eigenbewirtschaftung betrieben. 1986 wurde das neue Kurverwaltungszentrum am Dörper Weg eröffnet. 1991 entstand die Touristinformation im neuen Gebäude Dritte Schwester am Markt. 1996 wurde das Haus des Gastes nach einem Umbau neu gestaltet und verpachtet. 2005 erfolgte ein Umzug der Touristinformation Norden in den neu gestalteten Marktpavillon.

### Bäder
1973 entstand in Norddeich erstmals ein künstlich angelegtes Meerwasser-Badebecken. Am 17. Dezember 1979 erfolgte die feierliche Eröffnung des Meerwasser-Hallenbades in Norddeich Neben dem bisherigen Freibad verfügte Norden damit auch über ein Hallenbad. Am 4. März 1988 übernahmen die Wirtschaftsbetriebe das Städtische Frisia-Bad und betreiben es seither.

## Geschäftsbereiche
Die Wirtschaftsbetriebe gliedern sich in die Geschäftsbereiche Versorgung, Tourismus und Bäder. Die Geschäftsführung besteht aus dem Kaufmännischen Geschäftsführer Thorsten Schlamann und dem Technischen Geschäftsführer Wolfgang Völz.